# Espacio marino del poniente y norte de Ibiza
Espacio marino del poniente y norte de Ibiza este o arie protejată (arie de protecție specială avifaunistică — SPA) din Spania întinsă pe o suprafață de 47.162,03 ha, integral marine.

## Localizare
Centrul sitului Espacio marino del poniente y norte de Ibiza este situat la coordonatele 39°00′31″N 1°15′41″E / 39.0087°N 1.2614°E.

## Înființare
Situl Espacio marino del poniente y norte de Ibiza a fost declarat arie de protecție specială avifaunistică în iulie 2014 pentru a proteja 12 specii de animale.

## Biodiversitate
Situată în ecoregiunile marină mediteraneană și mediteraneană, aria protejată nu include niciun habitat protejat.
La baza desemnării sitului se află mai multe specii protejate de  păsări (12): Calonectris diomedea, chirighiță neagră (Chlidonias niger), Hydrobates pelagicus, Larus audouinii, pescăruș negricios (Larus fuscus), pescăruș-cu-cap-negru (Larus melanocephalus), Larus michahellis, pescăruș râzător (Larus ridibundus), Phalacrocorax aristotelis desmarestii, Puffinus mauretanicus, chiră de baltă (Sterna hirundo), chiră de mare (Thalasseus sandvicensis).